# Römisches Grabmal Ochtendung

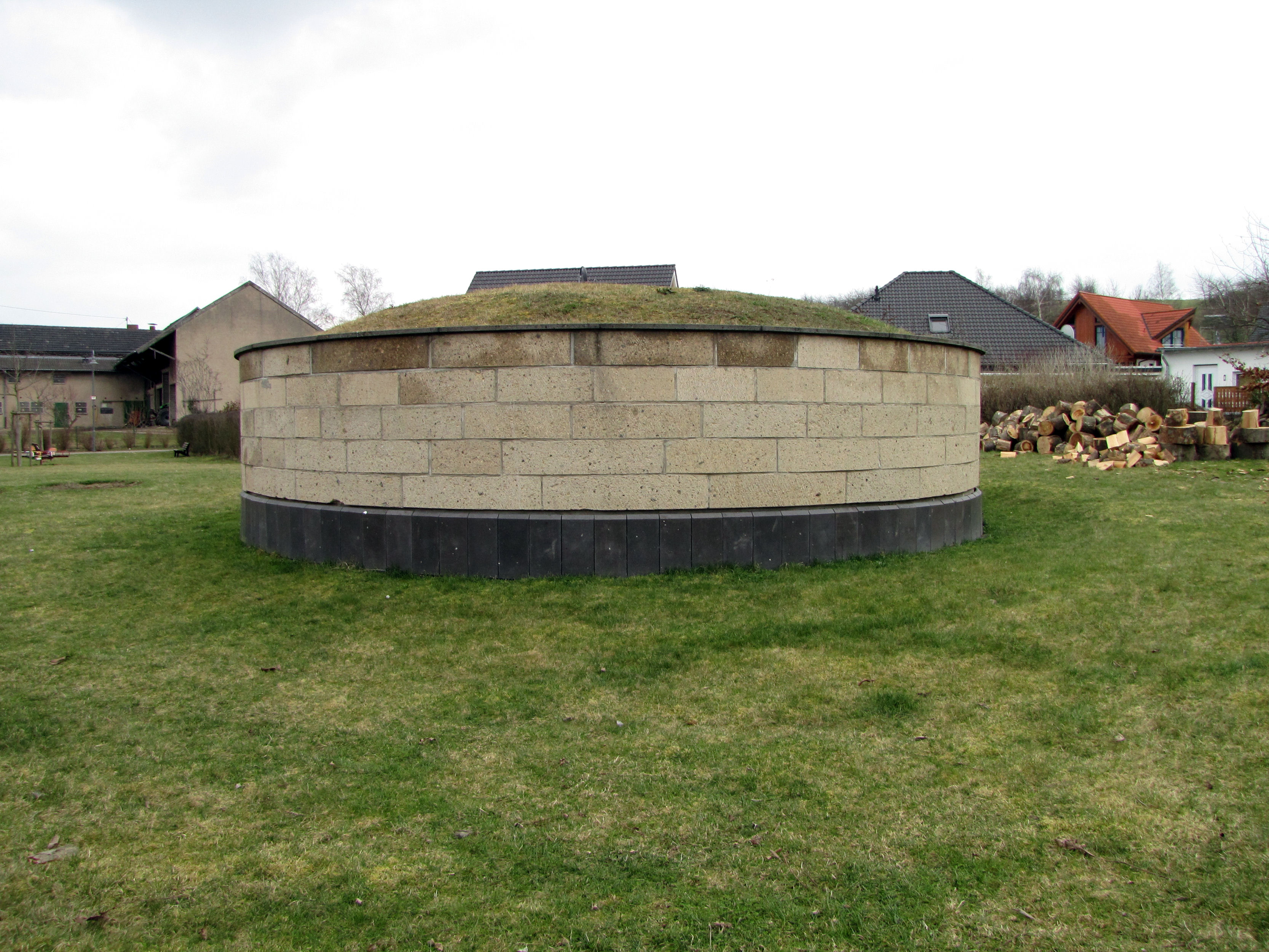
Tumulus von Ochtendung (2009)

Das römische Grabmal in Ochtendung, auch Tumulus von Ochtendung, ist der Nachbau eines römischen Grabmals an seinem Originalfundort im Landkreis Mayen-Koblenz in Rheinland-Pfalz. Der aufwendige steinerne Rundbau wurde mit Tuff aus dem Römerbergwerk Meurin erbaut und zeugte vom Wohlstand der bestatteten Personen.

## Geschichte
Das Grabmal stammt aus der Zeit zwischen 100 und 150 nach Christus. Die einheimische keltische Bevölkerung passte sich immer mehr der römischen Lebensweise und damit auch dem Totenkult der Römer an. Vor allem die keltische Oberschicht, die zuvor schon Wert auf ein repräsentatives Grab gelegt hatte, übernahm die römische Grabsitte. Auch im Tode sollten Wohlstand und Erfolg, den eine Person zu Lebzeiten genossen hatte, dargestellt werden.
Um 1980 wurden in Ochtendung der untere Steinkranz des Tumulus mit einem Durchmesser von 7,85 m ausgegraben und eine ganze Reihe von unterschiedlichen Gräbern gefunden. Die ältesten Gräber sind Urnengräber, für die der Tumulus ursprünglich errichtet wurde. Es handelt sich um eine erwachsene Frau und deren Fötus oder Neugeborenes, deren Leichenbrand sich mit Beigaben in einer massiven Kiste aus Tuffstein befand. In einer weiteren Kiste aus Schieferplatten war ein Kleinkind von etwa neun Monaten bestattet. Zu einem späteren Zeitpunkt wurden hier weitere Verstorbene bestattet, auch wenn der Tumulus zu diesem Zeitpunkt schon nicht mehr bestand. Die Beerdigung fand nach neuer Sitte unverbrannt statt. Die letzte Bestattung fand zwischen 400 und 450 nach Christus statt, in einem Sarkophag aus Tuffstein.
Der Tumulus ist heute ein Kulturdenkmal und eine Station des Vulkanparks.